# Купуй
Купу́й — деревня в Великолукском районе Псковской области России. Входит в состав Пореченской волости.

## География
Расположена в центре района, в 15 км к югу от райцентра Великие Луки на реке Ловать.

## Население
| 2001 | 2002 | 2010 |
| ---- | ---- | ---- |
| 181  | ↘171 | ↘168 |

Численность населения деревни по оценке на начало 2001 года составляла 181 житель.

## История
С января 1995 до декабря 2014 года деревня входила в состав ныне упразднённой Купуйской волости в качестве её административного центра.